# Burudrossel
Die Burudrossel (Geokichla dumasi) ist eine Singvogelart aus der Familie der Drosseln (Turdidae). Sie ist auf der Molukkeninsel Buru endemisch. Das Artepitheton ehrt den niederländischen Forscher Johannes Maximiliaan Dumas (1856–1931), der im August 1898 am Gunung Kapalatmada den Holotypus gesammelt hatte.

## Merkmale
Die Burudrossel erreicht eine Körperlänge von 17 cm. Das Oberseitengefieder ist bei den Altvögeln reich rötlichbraun. Um die Iris verläuft ein unvollständiger heller Augenring. Die Zügel sind weißlich. Die dunklen Flügel haben zwei unterbrochene weißgefleckte Flügelbinden. Die Schwungfedern haben rostbraune Säume. Der Schwanz ist schwärzlich mit rötlichbraunen Säumen. Der Bereich vom Gesicht bis zur Unterbrust ist schwarz. Die Bauchmitte ist schwarzweiß gefleckt, der Unterbauch ist weiß. Die Unterschwanzdecken haben eine ockerfarbene Tönung. Die Beine sind gräulich-fleischfarben bis gelblich-braun. Die Geschlechter sehen gleich aus. Die juvenilen Vögel ähneln den Altvögeln. Sie haben helle Schaftstreifen und rötliche Flügelflecken an der Oberseite. Im Gesicht verläuft ein undeutlicher Unterbartstreif. Die Kehle, die Brust und die Flanken sind schwarz, gelbbraun und rötlichbraun gesprenkelt.

## Lautäußerungen
Der Gesang ist undokumentiert. Der Ruf besteht aus einem hohen pthhhhhhh.

## Lebensraum und Lebensweise

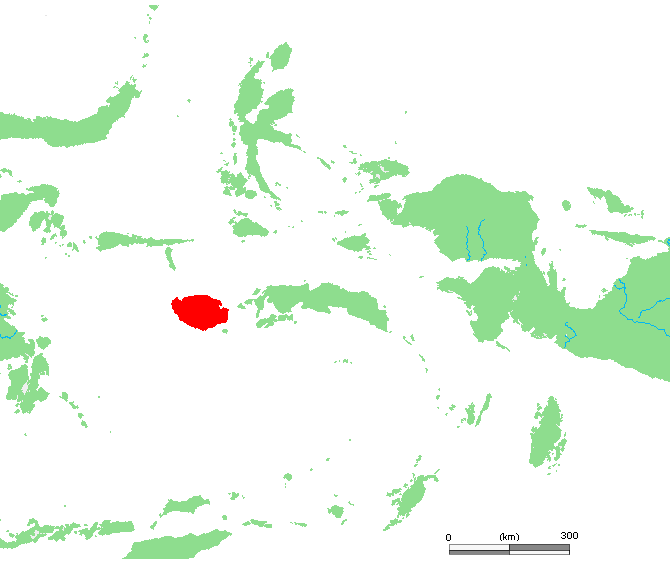
Verbreitungsgebiet (rot) in Indonesien

Die Burudrossel bewohnt Bergregenwälder in Höhenlagen zwischen 700 und 1.500 m. Über das Nahrungsverhalten ist nichts bekannt. Informationen über das Fortpflanzungsverhalten stammen von einzelnen Individuen. Eier wurden im frühen Februar entdeckt und juvenile Vögel wurden im April und Mai beobachtet. Ein nistender Vogel wurde im November beobachtet. Die Eier sind hell bläulich mit kleinen rötlichbraunen Sprenkeln.

## Status
Die IUCN listet die Burudrossel auf der Vorwarnliste (near threatened). Die Bergwälder auf Buru gelten als intakt. Als Bedrohung könnte sich jedoch der in Indonesien boomende Handel mit Käfigvögeln erweisen.